# 吉田幸のサンデー!Sunday!
吉田幸のサンデー!Sunday!（よしだ こうの・サンデー・サンデー）は中国放送（RCCラジオ）で毎週日曜9時から11時の生放送番組。2007年4月1日開始。2008年4月6日から吉田幸に代わり、伊藤文のサンデー!Sunday!としてスタート。

## 内容
- 毎週日曜日の朝のひと時を吉田幸アナが楽しいトークと音楽を提供する。
- また10時過ぎ～40分間には「神足裕司のコータリン・アルファー」を内包している。
- 2008年3月23日放送内で、自身が妊娠五ヶ月の為、2008年3月30日放送分で番組を降板すると発表。業務は2008年6月まで続け、それ以降に産休（産前産後休暇）に入る。